# Barreiro

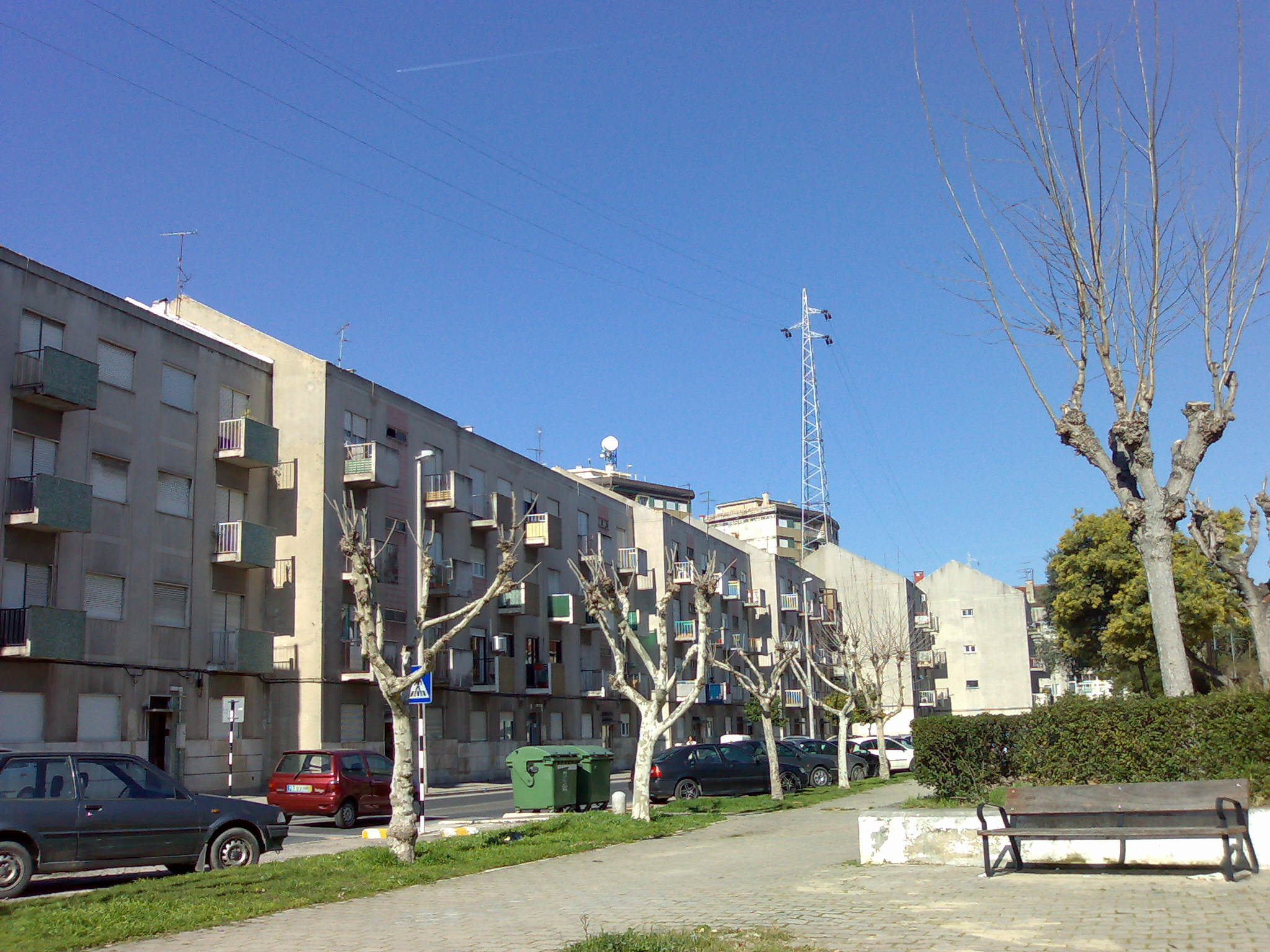
Barreiro

Barreiro este un oraș în Portugalia Poziționarea sa în imediata vecinătate a capitalei portugheze, Lisabona, îl face un oraș atractiv din punct de vedere turistic. Accesul în Barreiro dinspre Lisabona se poate face rutier pe podul 25 Abril sau maritim cu ferryboatul, de la Terminal do Barreiro până în apropiere de Praca do Comercio și alte destinații din apropierea Lisabonei. De altfel în ciuda potențialului mare municipalitatea din Barreiro nu a reușit să-și dezvolte o rețea hotelieră, care să atragă turiști aici. De altfel pe siteul oficial http://www.cm-barreiro.pt al municipalității Barreiro se pot observa și alte linii de dezvoltare a orașului.
Vezi și: Listă de orașe din Portugalia
1. ↑  , Instituto Nacional de Estatística[*] https://www.ine.pt/xportal/xmain?xpid=INE&xpgid=ine_indicadores&indOcorrCod=0008350&selTab=tab0, accesat în 19 septembrie 2018 Lipsește sau este vid: |title= (ajutor)